# دهستان ذلقی غربی
ذلقی غربی، دهستانی است از توابع [[بخش 
زلقی ]] شهرستان الیگودرز در استان لرستان ایران.

## جمعیت
بر اساس سرشماری سال ۱۳۸۵ جمعیت آن ۳٬۲۵۲ نفر (۵۲۴ خانوار) بوده‌است.